# كريستي ريتشي
كريستي ريتشي (بالإنجليزية: Christie Ricci)‏ هي مصارعة محترفة وممثلة أمريكية، ولدت في 11 نوفمبر 1982 في جاكسون في الولايات المتحدة.

## وصلات خارجية
- كريستي ريتشي على موقع CageMatch worker (الإنجليزية)
- كريستي ريتشي على موقع قاعدة بيانات المصارعة على الإنترنت (الإنجليزية)
- كريستي ريتشي على موقع IMDb (الإنجليزية)